# 云南红景天
云南红景天（学名：Rhodiola yunnanensis）为景天科红景天属的植物。分布于中国大陆的四川、西藏、湖北、云南、贵州、重庆等地，生长于海拔2,000米至4,000米的地区，常生长在山坡林下，目前尚未由人工引种栽培。

## 别名
云南景天（拉汉种子植物名称） 三台观音、铁脚莲（云南）

## 异名
- Rhodiola yunnanensis (Franch.) S. H. Fu var. oblanceolata (Froed.) S. H. Fu
- Sedum yunnanensis Franch.